# Lagenipora ventricosa
Lagenipora ventricosa är en mossdjursart som beskrevs av Canu och Bassler 1928. Lagenipora ventricosa ingår i släktet Lagenipora och familjen Celleporidae. Inga underarter finns listade i Catalogue of Life.